# Ryūgajō Nanana no Maizōkin
Ryūgajō Nanana no Maizōkin (龍ヶ嬢七々々の埋蔵金 lit. El tesoro enterrado de Nanana Ryūgajō?), también conocido en inglés como Nanana's Buried Treasure, es una serie novelas ligeras japonesas, escritas por Kazuma Ōtorino e ilustradas por Akaringo. La novela posee 12 volúmenes publicados por Enterbrain e impresos por Famitsū Bunkō, desde su lanzamiento el 30 de enero de 2012. En enero de 2012, ha sido publicada una adaptación al manga hecha por el mangaka Hitoshi Okuda en la Famitsū de Enterbrain. Una adaptación al anime ha sido anunciada para abril de 2014, esta será producida por A-1 Pictures, dirigida por Kanta Kamei, y emitida en el bloque noitaminA de Fuji TV.

## Argumento
La historia se centra en el tesoro de Nanana, una fantasma la cual una vez fue una hermosa chica nini. Un chico llamado Jūgo Yama fue desheredado por su padre y forzado a transferirse a una escuela secundaria en la "Zona de estudiantes especiales", una isla artificial. Y él, con sólo ¥ 40,000, Jūgo elige un apartamento barato que sucede que está embrujado por Nanana. Jūgo y los miembros del Club de Aventura comienzan una "búsqueda de tesoro real" en la isla para la colección de Nanana, un yrdoto que posee un misterioso poder.

## Personajes

### Personajes principales
Jūgo Yama (八真 重護 Yama Jūgo?)
 Seiyū: Yūki Ono
Es el protagonista de la serie. Se muda a la residencia casa feliz a la habitación 202. luego de que su padre lo desheredase y desterrara, en el cual resulta vive el fantasma de Nanana Ryûgajō quien fuese asesinada el la habitación 10 años atrás. En este cuarto encuentra una libreta de la anterior inquilina de la habitación con algunas instrucciones para poder convivir y ayudar a Nanana, lo cual interesa a Jugō. Entonces este se decide a buscar al asesino de Nanana para que ella descanse en paz y vaya al más allá. Y tal parece que Jugō tiene sentimientos hacia Yukihime Fuji miembro del grupo de ladrones Matsuri y maestra de Jugō. Al parecer tiene un fetiche por las maids y/o mucamas. 
Nanana Ryūgajō (龍ヶ嬢 七々々 Ryūgajō Nanana?)
 Seiyū: Rui Tanabe
Es una joven hermosa e inteligente, ella junto a Shiki, actual dueña de la residencia la casa feliz y otros estudiantes prodigios crearon la isla Nanana, ella es poseedora de trillones de yenes.   Su gusto por los tesoros la llevaron a tener aventuras alrededor del mundo. Un día fue asesinada en su habitación en la casa feliz. Pero ella antes escondió la mayoría de sus tesoros en distintos lugares de la isla, con trampas mortales y muy elaboradas para que sea difícil hallar y hacerse con estos tesoros Los cuales tienen poderes especiales. Es amante del pudin ya que solo puede comer eso. Se pasa todo el día y la noche en juegos en línea y videojuegos.  
Tensai Ikkyū (壱級 天災 Ikkyū Tensai?)
 Seiyū: Kana Asumi
La proclamada maestra detective. Una joven de aspecto loli rubia que siempre anda acompañada de Daruku Hoshino, que dice ser su asistente. Tensai es muy inteligente y minuciosa y siempre está un paso adelante de Jugō.
Daruku Hoshino (星埜 ダルク Hoshino Daruku?)
 Seiyū: Kana Hanazawa
Es un joven que siempre anda vestido de mujer y es asistente de Tensai, al parecer está enamorado de ella tal como lo demuestran sus acciones en algunos momentos. Sin querer excita a Jugō a pesar de que este sabe que es hombre. La primera vez que vio a Jugō estaba vestido de mucama.

### Miembros del Club de Aventura
Isshin Yuiga (唯我 一心 Yuiga Isshin?)
 Seiyū: Kazuyuki Okitsu
Líder del Club de Aventura. Su ambición es dominar el mundo. Le pide a Jugō unirse al club a la fuerza. Y también admite a Tensei y Hoshino en el club. Cuando Tensei y Jugō encuentran un tesoro de Nanana éste los traiciona y abandona. Es muy manipulador, desconfiado y controlador. Y le tiene mucho temor a Hiiyo, antiguo miembro del club. También es poseedor de los anteojos copiones de la colección de Nanana. 
Yū Ibara (茨 夕 Ibara Yuu?)
Miembro del club. Es muy fuerte y hace de guarda espaldas de Ishiin, de quien está perdidamente enamorada.
Kagetora Tsurezure (徒然 影 虎 Tsurezure Kagetora?)
Miembro del club. Es amigo de Ishiin y lo ayuda en su deseo pero también lo cuestiona por desconfiar y traicionar a Jugō, aun después de haberle pedido unirse al club. Muestra cierto interés en Hoshino, a pesar de saber que es hombre.
Kasumi Konjō (今生 霞 Konjou Kasumi?)
Anterior presidenta del club y fundadora del mismo. Anterior inquilina de la habitación 202 de la residencia la casa feliz y amiga de Nanana. También quiso ayudar a encontrar al asesino de Nanana pero luego de encontrar un tesoro de Nanana, el cual era un espejo que mostraba el futuro (en el cual vio que el asesino de Nanana también la mataba al dar con el). Se fue de la residencia no sin antes dejar una libreta escondida en el baño del cuarto, el cual era dirigido al próximo inquilino, quien fue Hiiyo. Pero al no importarle y no pasar mucho tiempo en casa lo encontró Jugō.
Hīyo Ikusaba (戦場 緋夜 Ikusaba Hiiyo?)
Antiguo vicepresidente y luego presidente del club. Muy manipulador y antisocial, dispuesto a sacrificar a cualquiera que le estorbe.  Anterior inquilino de la habitación 202 de la residencia "La casa feliz". Nunca estaba en casa e ignoraba a Nanana, motivo por el cual fue desalojado por Shiki, dueña de la residencia, a quien debe renta, motivo por el cual Shiki lo detesta. Tiene 2 tesoros de Nanana: aletas sombrías y susurros del Dios de la Muerte. Al final del anime es capturado por el mil caras miembro de Matsuri con ayuda de un objeto de la colección de Nanana.

### Three skulls
Tetsunoshin Tsujimi
 Seiyū: Yoshimasa Hosoya
Es un joven poco amigable. Aparentemente metido en el contrabando, siempre anda con una katana. Es muy temperamental y cerrado. Es el guarda espaldas de Yuu-chan, por la cual ha demostrado ser muy sobreprotector y, aparentemente, tendría sentimientos hacia ella, ya que se sonrojó cuando Hiiyo dijo que eran novios. Conoció a Jugō cuando éste le hizo una entrega de algún tipo de harina o, presumiblemente, cocaína a su jefa, que por cierto es su hermana y líder de Three Skulls, del cual también es miembro. Cuida a Yuu-chan después de que ésta les pida ayuda.
Saki Yoshino (Yun-chan)
Es una chica de primero que tiene coletas y apariencia loli. Es muy tímida y temerosa con personas que no conoce, especialmente con hombres. Es amiga de Tsujiimi, de quien se pone atrás para esconderse cada vez que se asusta. Conocía a Jugō igual que Tsujimi. Su apodo es Yun-chan, el cual le puso la hermana de Tsujiimi porque caía con su cara. Ella aparentemente murió luego de tratar de resolver el secreto de uno de los tesoros de Nanana para el que había sido contratada. Desapareció durante un mes después de entrar al buscar el tesoro y se desconoce si está viva o es otra persona ya que no recuerda algunas cosas. Al final del anime da a entender que posibliemente sigue viva por uso de algún tesoro de Nanana. 
Sansa Kurosu
Líder de Three Skulls y hermana de Tsujimii. Aparentemente tiene un objeto de la colección de Nanana. Ella junto a Shiki Maboro fueron amigas de colegio y aventuras de nanana, y una de las que fundó la Isla Nanana. También Es quien le dio el trabajo de transportista de mercancía de dudosa procedencia a Jugō, al cual le jugó bromas la primera vez que lo vio. 

### Secundarios
Yumeji-san
Es la presidenta de la clase. Tiene pelo negro y anteojos. Tras tratar con Jugō empieza a enamorarse de él. 
Shiki Maboro
 Seiyū: Yumi Uchiyama
Dueña de la residencia "La casa feliz", que consta de 6 cuartos. Ella junto a Sansa Kurosu fueron amigas de colegio y aventuras de Nanana. Le gusta tomar mucho, es muy fuerte y le tiene mucho aprecio a Nanana. Ella conoce la situación de Nanana y aun así alquila la habitacin 202, alegando que lo hace para que Nanana tenga compañía. Es una de las que ideó y llevó a cabo la Isla Nanana.

### Grupo Matsuri
El mil caras
Miembro de Matsuri junto a Yukihime Fuji. Aparece en varios capítulos dando problemas a Jugō y está en contra de que éste sea el próximo líder de la agrupación, ya que Jugō es el legítimo suscesor. Recibe un objeto de la colección de Nanana de Yukihime, con el cual atrapa a Hiiyo al final del anime.
Yukihime Fuji
Miembro de Matsuri, maestra de Jugō y también su primer amor. Ella quiere que Jugō regrese y sea el próximo líder de la agrupación. Ayuda en ocasiones a Jugō y está enamorada del mismo. Recibe un objeto de la colección de Nanana, el cual luego da al Mil Caras.
Padre de Jugō
Actual líder de Matsuri. Destierra a Jugō luego que éste se negara a ser el sucesor para líder del grupo Matsuri, los cuales también buscan los tesoros de Nanana con la finalidad de ayudar a la gente, razón por la que Jugō renunció porque odia a las personas y no le gusta ayudar a nadie.

## Media

### Anime
Ha sido anunciada una adaptación a una serie de anime, esta por el estudio A-1 Pictures, y será emitida en el bloque noitaminA de Fuji TV. El ending será Kasukana Hisokana Tashikana Mirai (かすかな 密かな 確かな 未来?), interpretada por el equipo de seiyūs Sphere.
Luego de que el primer volumen fuese publicado el 30 de enero de 2012, A-1 Pictures hizo un video promocional que fue emitido por Enterbrain el 26 de diciembre de 2011, después de que la novela ganó el primer premio en la decimotercera edición de los Enterbrain Entertainment Awards en septiembre de 2011.